# Баллина

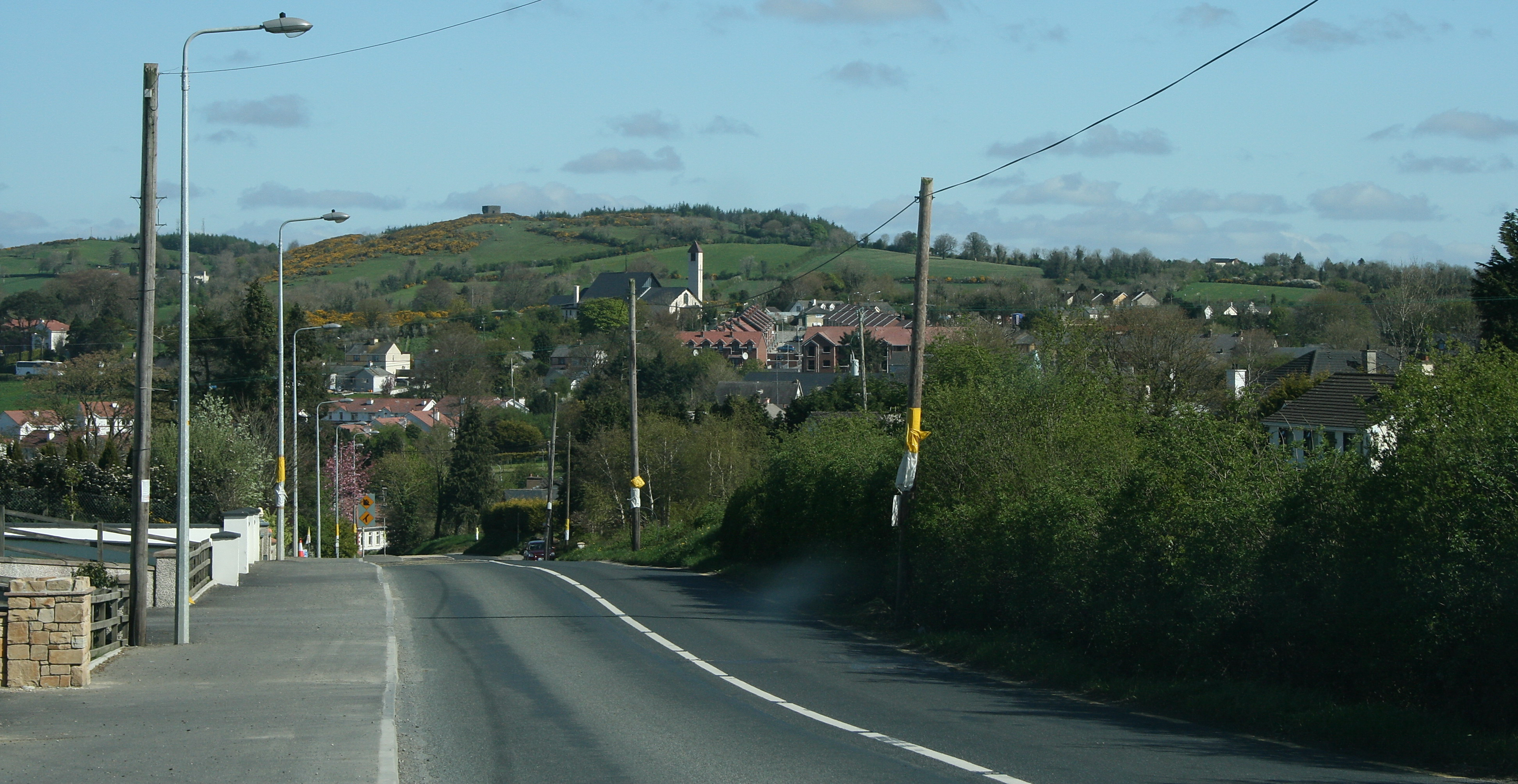
Вид на деревню с

Баллина (англ. Ballinagh; ирл. Béal Átha na nEach, «вход в лошадиный форт») — деревня в Ирландии, находится в графстве Каван (провинция Ольстер).

## Демография
Население — 675 человек (по переписи 2006 года). В 2002 году население составляло 502 человека.
Данные переписи 2006 года:
| Общие демографические показатели |               |                               |                               |      |      |
| Всё население                    | Всё население | Изменения населения 2002—2006 | Изменения населения 2002—2006 | 2006 | 2006 |
| 2002                             | 2006          | чел.                          | %                             | муж. | жен. |
| 502                              | 675           | 173                           | 34,5                          | 335  | 340  |